# سریه بشیر بن سعد انصاری
سریه بشیر بن سعد انصاری، دومین سریه‌ای بود که به رهبری بشیر بن سعد انصاری به تاریخ فوریه ۶۲۸، دهمین ماه ۷ هجری در یمن رخ داد. در شوال، بشیر بن سعد انصاری به دستور محمد، به یمن و جابر تاخت و با فرماندهی ۳۰۰ رزمنده مسلمان، گروه زیادی از مشرکین را مطیع خودشان کردند. بشیر و مردانش در روز مخفی شدند و در شب حرکت می‌کردند تا اینکه به مقصد رسیدند. همزمان با رسیدن خبر حضور مسلمانان، مشرکین با رها کردن اموالشان، پا به فرار گذاشتند که به غنیمت مسلمانان افتاد که در میان آن ۲ مرد به محض رسیدن به مدینه، اسلام آوردند.